# Myrtis fanny
O estrelinha-de-colar-púrpura, também conhecido por colibri-de-coleira-roxa (nome científico: Myrtis fanny) é uma espécie de ave apodiforme pertencente à família dos troquilídeos, que inclui os beija-flores. É o único representante do gênero Myrtis, que é monotípico. Por sua vez, também é, consequentemente, a espécie-tipo deste gênero. Pode ser encontrada em altitudes que variam entre o nível do mar até os 3200 metros acima do mesmo, se distribuindo desde o Peru ao Equador.

## Etimologia
O nome científico deste gênero apresenta um tipo de dedicatória a poetisa nascida na Grécia Antiga, Mirtis de Antedônia. Outra dedicatória se dá também no descritor específico desta espécie, porém, dessa vez para a madame Françoise Victoire Rosalia Joséphine Gouÿe de Longuemare, esposa do naturalista francês Agathe François Gouÿe de Longuemare. O ornitólogo René Primevère Lesson, em sua descrição original se utiliza de um apelido, "fanny", para se referir à esposa do seu amigo de longa data, a quem atribui uma das mais excepcionais coleções de aves existentes. As subespécies receberiam seus nomes a partir de uma característica marcante, no caso de megalura, cujo nome deriva da aglutinação de dois termos da língua grega antiga: μεγάλος, que significa literalmente algo como "grande"; adicionado de ουρά, ourá, substantivo que significa literalmente "cauda".
Na nomenclatura vernácula do português brasileiro, a espécie é conhecida pelo nome de estrelinha, palavra comumente utilizada para se referir às espécies hoje classificadas dentro da tribo dos melisugíneos, entre as quais podem ser citadas: as estrelinha-ametista e estrelinha-de-barriga-branca, estrelinha-abelhão, bem como espécies de aves passeriformes: estrelinha, ou bigodinho, estrelinha-de-poupa, entre outras. O nome em português europeu, entretanto, utiliza-se de um nome comum à qualquer um dos beija-flores com existência conhecida. Em ambos os nomes da ave, há uma referência à uma faixa de plumagem púrpura que se encontra perto da garganta, assemelhando-se a uma gargantilha ou colar. No geral, mais outros nomes comuns para as estrelinhas, estão: abelhinha, besourinho e zumbidor.

## Descrição
A estrelinha-de-colar-púrpura possuem, em média, de 7,5 a 8 centímetros de comprimento, tornando-os em beija-flores de comprimento mediano. Os estrelinhas-de-colar-púrpura estão entre as aves de menor média de peso, entre 2,3 e 2,5 gramas; mas perdendo ainda para o beija-flor-abelha, com quem compartilha a sua tribo. Ambos os sexos apresentam um bico escuro e curto ligeiramente curvilíneo. O dimorfismo sexual se manifesta pela característica que nomeia tal espécie,  onde os machos apresentam uma gargantilha violeta enquanto as fêmeas possuem apenas alguns pontos em azul-cobalto, que são iridescentes. O restante das partes inferiores são esbranquiçadas manchadas em marrom; sua longa cauda bifurcada de cor castanho-escuro possui um brilho em verde-claro. Nas fêmeas, a parte inferior é amarelada, com algumas manchas de branco na garganta e no abdômen; a cauda curta e arredondada; par central de penas azul-esverdeado, o próximo par azul-esverdeado de pontas pretas e no restante preto com pontas brancas. As subespécies, no geral, são semelhantes, porém a raça Myrtis fanny megalura possui a cauda mais larga.

## Sistemática
Não se sabe exatamente sobre as relações dentro da tribo dos melisugíneos, entretanto, acredita-se que as espécies: a estrelinha-de-colar-púrpura e a estrelinha-ametista; estejam intimamente relacionadas. Por ser o único representante de seu gênero, esta ave se classifica como um táxon monotípico, onde única espécie caracteriza-se como a espécie-tipo de Myrtis,  gênero introduzido primeiramente pelo naturalista do século XIX, Heinrich Gottlieb Ludwig Reichenbach em 1854. Sua espécie seria originalmente introduzida dentro de Ornismya, pelo influente ornitólogo francês René Primevère Lesson em 1838, a partir do holótipo coletado no Peru, porém erroneamente atribuída pelo pesquisador ao México. O tipo nomenclatural para a subespécie seria descrito pelo estadunidense John Todd Zimmer em 1953, coletado pelo Oscar Theodor Baron, colecionador de espécimes estadunidense, na província de Cajabamba.
Estão reconhecidas duas subespécies:
- Myrtis fanny fanny (Lesson, 1838) — subespécie nominal; pode ser encontrada nas encostas dos Andes, tropicais e subtropicais, voltadas para o Pacífico, do Equador ao Peru até quase a fronteira com o Chile. Também são vistos ocasionalmente na região de Arequipa, o alcance se estende desde o vale do rio Mira na província de Carchi até norte de Pichincha, via Tungurahua até a província de Loja;
- Myrtis fanny megalura (Zimmer, 1953) — a raça se caracteriza pela cauda mais longa, além da parte inferior mais pálida na fêmea; pode ser encontrada a norte do Peru, desde a província de Cajabamba até o sudeste da região de La Libertad e o extremo noroeste de Huánuco.

## Distribuição e habitat
A subespécie nominal do estrelinha-de-colar-púrpura é encontrada no oeste e sul do Equador e pelo oeste do Peru até o sul do departamento de Arequipa. M. f. megalura pode ser encontrado no norte do Peru, indo de Cajamarca ao sul até Huánuco. A espécie habita paisagens abertas, como arbustos costeiros secos, bosques abertos e jardins. Em elevação varia do nível do mar a 3000 metros acima do mesmo, embora no Equador seja encontrado principalmente entre 1000 e 2000 metros acima do nível do mar.

## Comportamento
Não se sabe sobre a movimentação do estrelinha-de-colar-púrpura, caso não seja sedentário, porém pode realizar algumas migrações sazonais de elevação.

### Alimentação
Os estrelinhas-de-colar-púrpura alimentam-se através de armadilhas, principalmente de néctar, onde passa por um circuito de plantas com flor. A ave também se alimenta de uma variedade de pequenos insetos que captura enquanto voa.

### Reprodução
O estrelinhas-de-colar-púrpura reproduz pelos meses março e junho no Equador e junho a outubro no Peru. Os machos fazem um vôo de exibição semicircular o qual usa para cortejar a fêmea. Estas constroem um minúsculo ninho de fibras vegetais e teia de aranha à uma forquilha de um galho fino. Este é, normalmente, colocado entre dois a quatro metros acima do solo, e às vezes, mais alto. A fêmea incuba a ninhada de dois ovos entre 15 a 16 dias; a emplumação ocorre 19 a 22 dias após a eclosão.

### Vocalização
O estrelinha-de-colar-púrpura macho realiza "uma série de frases 'ti-ti-ti-trl'" durante o cortejo sexual e na parte inferior (mecanicamente) faz "um notável som nasal 'anh-anh -anh-anh-anh'". Em perseguição pela fêmea, realiza "uma vocalização rápida, aguda e descendente 'ti-ti-ti-ti'", e outra chamada é "um 'chi-chi-chi' rápido e seco".

## Estado de conservação
A Lista Vermelha de Espécies Ameaçadas, publicada pela IUCN, considerou a espécie na categoria "pouco preocupante", apresenta grande variedade de habitat e, mesmo que pouco se saiba sobre suas tendências populacionais, acredita-se que sejam estáveis. Diz-se considerado comum em toda a sua extensão e aceita prontamente paisagens artificiais feitas pelo homem, como jardins e áreas cultivadas.